# Peter Debye
Peter Joseph William Debye (hollandul: Petrus Josephus Wilhelmus Debije) (Maastricht, 1884. március 24. – Ithaca, 1966. november 2.) holland-amerikai fizikokémikus. 1936-ban elnyerte a kémiai Nobel-díjat, mert a dipólusmomentumot, a röntgendiffrakciót és az elektronok gázokban való viselkedését érintő kutatásával hozzájárult a molekulaszerkezet megértéséhez.

## Tanulmányai
Petrus Debije 1884. március 24-én született a hollandiai Maastrichtban, William Debije gépgyári művezető és Maria Reumkens gyermekeként. Az elemi és középiskolát szülővárosában végezte, majd 1901-től a németországi Aacheni Műszaki Főiskolán tanult. Villamosmérnöki diplomáját 1905-ben vette át, majd a neves elméleti fizikus, Arnold Sommerfeld asszisztenseként kezdett dolgozni. Egy évvel később mentorával együtt Münchenbe költözött, ahol Sommerfeld professzori állást kapott. Debije 1907-ben jelentette meg első önálló publikációját (az örvényáramról), a következő évben pedig megszerezte doktorátusát; disszertációját a sugárnyomás témájában írta.   

## Pályafutása

Debye a katedrán

Debije 1911-ig a Müncheni Egyetem magántanára volt, majd sikerrel pályázott a Zürichi Egyetemen az elméleti fizikai professzori katedrára. A korábbi tanár Albert Einstein volt, aki ekkor költözött át Prágába. A következő évben, 1912-ben több jelentős felfedezést tett. Az aszimmetrikus molekulaszerkezeteket tanulmányozva sikerült feltárnia a kapcsolatot a dipólusmomentum, a dielektromos állandó és a hőmérséklet között. Az alacsony frekvenciájú fononok működésének beillesztésével továbbfejlesztette Einstein elméletét a szilárd anyagok specifikus hőkapacitásáról (ez az ún. Debye-modell). Ugyanebben az évben rövid időre visszatért Hollandiába, az Utrechti Egyetemre, de 1913-ban már a Göttingeni Egyetem diákjait tanította elméleti és kísérleti fizikára. Paul Scherrerrel közösen meghatározta a hőmérséklet hatását a röntgensugarak kristályokon belüli viselkedésére és megállapította hogy az atomok hőmozgása csökkenti a röntgensugarak szóródását. Együttesen továbbfejlesztették a röntgendiffrakció módszerét szimmetrikus kristályszerkezetek esetében (ún. Debye-Scherrer-módszer, illetve a Debye-faktor a röntgendiffrakciós kép értelmezésében).
1920-tól a Zürichi Szövetségi Műszaki Főiskola igazgatójaként folytatta pályafutását. Egyik tehetséges tanítványával, Erich Hückellel közösen továbbfejlesztették Arrhenius elektrolitelméletét és 1923-ban közölték a Debye–Hückel egyenletet. Ugyanebben az évben Debije publikálta a Compton-hatás (a röntgensugarak szóródása az elektronokon) elméleti magyarázatát.
1927-ben meghívták a Lipcsei Egyetemre, ahol kísérleti fizikát oktatott. A nemzetiszocialista hatalomátvétel után Berlinbe költözött, ahol 1934-ben rábízták a Vilmos császár Intézet (a német kutatóintézeti hálózatot felügyelő intézmény) fizikai részlegének vezetését. 1936-tól addigi munkája mellett előadott a berlini Frigyes Vilmos Egyetemen is.
Szintén 1936-ban Debije addigi életműve elismeréséül megkapta a kémiai Nobel-díjat.
Betartva a nemzetiszocialista kormányzat által hozott törvényeket, Debije felmondott intézete zsidó származású kutatóinak. 1938-ban viszont személyes kockázatot is vállalva segítette a zsidó Lise Meitner külföldre szöktetését. A második világháború kitörése után, 1939 végén határozottan "tanácsolták", hogy adja fel holland állampolgárságát és vegye fel a németet. Debije több hónapos szabadságot vett ki, majd 1940 januárjában Svájcon és Olaszországon keresztül az Egyesült Államokba emigrált. A Cornell Egyetemen talált tanári állást és rábízták a kémiai tanszék vezetését is. 1946-ban felvette az amerikai állampolgárságot és 1952-es visszavonulásig a Cornellen tanított.

## Elismerései

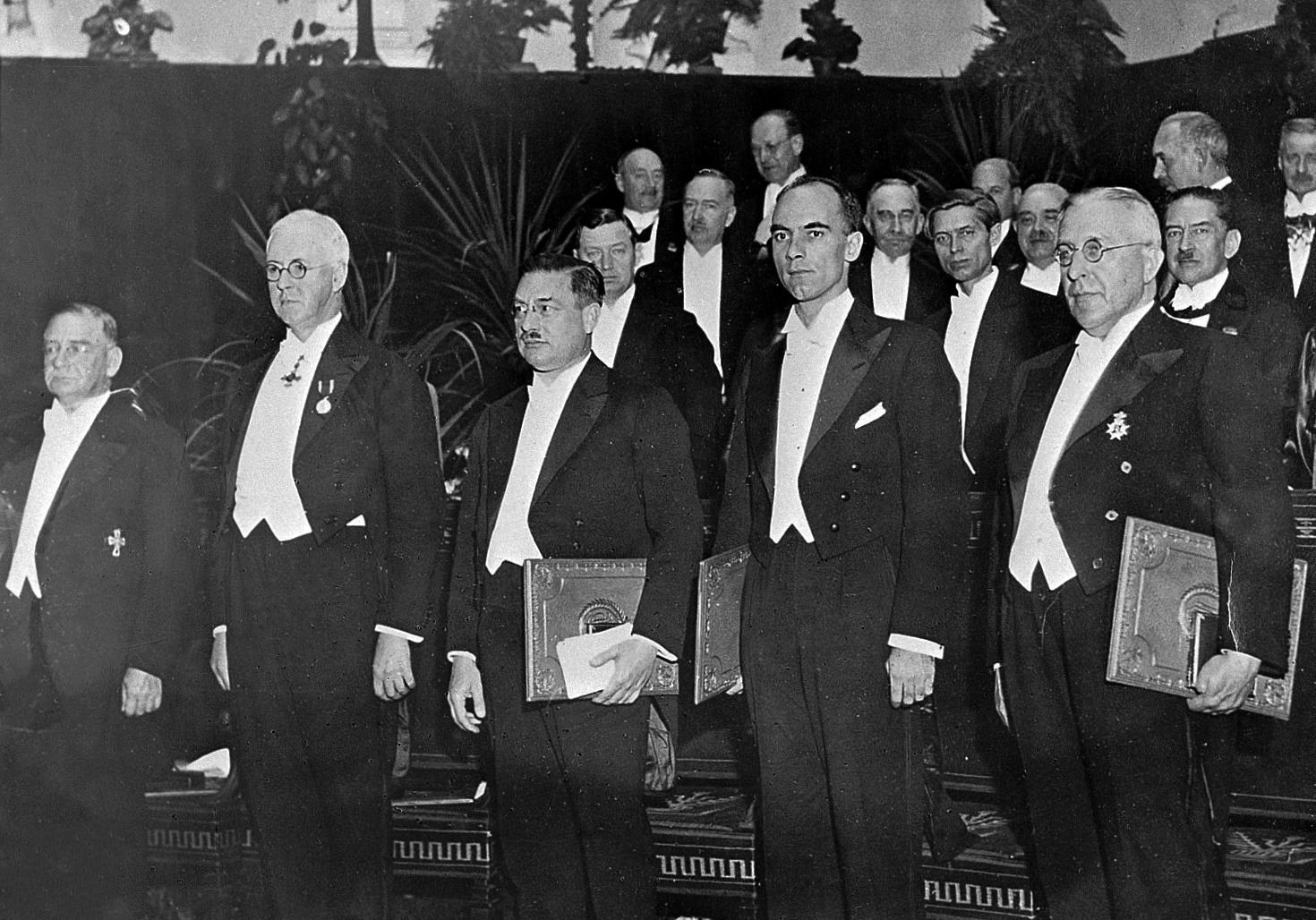
Debye (középen) a Nobel-díj átadásán

- 1930 – Rumford-érem (Royal Society, Nagy-Britannia)
- 1935 - Lorentz-érem (Holland Királyi Tudományos Akadémia, Hollandia)
- 1936 – Kémiai Nobel-díj (Nobel Alapítvány, Svédország)
- 1937 – Franklin-érem (Franklin Intézet, USA)
- 1949 - Willard Gibbs-díj (Amerikai Kémiai Társaság, USA)
- 1950 - Max Planck-érem (Német Fizikai Társaság, Németország)
- 1963 – Priestley-érem (Amerikai Kémiai Társaság, USA)
- 1965 – Nemzeti Tudományos Érem (USA)

## Családja
Peter Debije 1913-ban vette feleségül Mathilde Alberert. Két gyermekük született: Peter Paul Ruprecht és Maria.
Peter Debye 1966. november 2-án halt meg, szívroham következtében, 82 éves korában.